# Euptoieta colombia
Euptoieta colombia är en fjärilsart som beskrevs av John Kern Strecker 1899. Euptoieta colombia ingår i släktet Euptoieta och familjen praktfjärilar. Inga underarter finns listade i Catalogue of Life.